# Mindaugas Lingė
Mindaugas Lingė (ur. 18 listopada 1981 w Retowie) – litewski polityk, współpracownik prezydentów Litwy, poseł na Sejm Republiki Litewskiej.

## Życiorys
W 2007 ukończył studia na Uniwersytecie Wileńskim, uzyskując magisterium z pracy socjalnej. Pracował w strukturze Litewskich Chrześcijańskich Demokratów, pełnił m.in. funkcję dyrektora biura partii (2005–2006). W latach 2006–2009 był doradcą prezydenta Valdasa Adamkusa. Następnie przez dziesięć lat zatrudniony w administracji prezydent Dalii Grybauskaitė – początkowo jako doradca, a w latach 2016–2019 jako główny doradca do spraw polityki wewnętrznej. Działacz Związku Ojczyzny. W 2019 został zastępcą sekretarza wykonawczego partii. W tym samym roku podjął też pracę jako nauczyciel akademicki w Instytucie Nauk Politycznych i Stosunków Międzynarodowych Uniwersytetu Wileńskiego.
W wyborach w 2020 uzyskał mandat deputowanego na Sejm Republiki Litewskiej. Z powodzeniem ubiegał się o poselską reelekcję w 2024.